# Sex Bomb, Baby!
Sex Bomb, Baby! – czwarta płyta zespołu Flipper wydana w 1988 roku przez firmę Subterranean Records.

## Lista utworów
1. „Sex Bomb”
2. „Love Canal”
3. „Ha Ha Ha”
4. „Sacrifice”
5. „Ever”
6. „Get Away”
7. „Earthworm”
8. „The Game's Got a Price”
9. „The Old Lady Who Swallowed a Fly”
10. „Brainwash”

## Muzycy
- Bruce Loose – wokal
- Ted Falconi – gitara
- Will Shatter – gitara basowa, wokal
- Steve DePace – perkusja